# 해창각시당
해창각시당은 전라남도 진도군 진도읍 해창리에 있는 당집이다. 2012년 2월 29일 진도군의 향토문화유산(유형유산) 제21호로 지정되었다.

## 개요
해창 각시당은 진도군 진도읍 해창리에 있는 당집이다. 당집 옆에는 세 그루의 보호수가 있는데, 두 그루의 팽나무는 250년, 한 그루의 이팝나무는 200년이 된 나무이다. 만약 팽나무를 당집을 지을 때 심었다면 해창리 당제는 250년 전까지 개시연대가 올라 갈 수 있겠지만, 팽나무가 있는 곳에 당집을 지었다고 본다면 당집을 처음 지은 연대는 대략 200년 안팎이 될 것이다. 현재 지어놓은 각시당은 개보수한 것으로 정확한 연대는 파악되지 않는다.
진도 해창리 당제는 매년 음력 1월 14일 자시에 마을 뒤편 보호수 옆에 소재하고 있는 당집에서 마을의 평안과 풍요를 기원하는 당제를 지낸다. 제신은 여신석상이다. 당집은 정면 1칸, 측면 1칸의 맞배지붕이다. 내부에는 여신석상이 있으며, 이 여신석상에 옷을 입혔다.
당제를 주제하는 제관은 동내 이장이 나이별로 생기를 봐서 부정이 없는 사람 둘을 선정한다. 두 사람 중 한 사람은 제관을 맡고 한 사람은 보조를 한다. 제관은 제일이 다가오면 금줄을 치고 황토를 깔며 제관 집에서 제물을 준비한다. 이때 제물 준비에 필요한 회비 염출은 호단위로 납부하며, 금액은 그해 상황에 따라 조절한다.
제물의 종류는 돼지(통 채로 삶아서 놓는다), 시루떡, 좁쌀밥, 국, 주․과․포 등이다. 제는 밤11시 경에 시작되는데 진설-분향-재배-현작-독촉-재배-소지-음복 순으로 진행된다. 제가 끝난 후 다음날 굿치고 놀면서 주민들과 함께 음복하면서 제관들의 노고를 치하한다.
같은 날 거리제도 함께 진행되는데 거리제는 마을 입구에 있는 우물에서 거행한다. 거리제의 준비는 우물 앞에 있는 준비 장소에서 제물을 마련한다.